# Frankenstein (film 1931)
Frankenstein – amerykański film fabularny (horror) powstały w 1931 na podstawie sztuki Peggy Webling, będącej z kolei adaptacją powieści Mary Shelley. Został zrealizowany w erze Pre-Code.

## O filmie
Sukces filmu Dracula z 1931 zachęcił amerykańskich producentów i reżyserów do produkcji nowych horrorów. Po raz kolejny filmowcy zainspirowali się literaturą, a konkretnie powieścią Mary Shelley. Film nie jest jednak wierną adaptacją tego utworu. Na przykład w powieści nie zostało nic napisane o sposobie, w jaki doktor ożywił ludzkie zwłoki, w filmie zaś wykorzystuje on do tego elektryczność. Film zawiera też rozmaite efekty akustyczne zwiększające atmosferę napięcia i grozy (jak np. wyładowania atmosferyczne). Rola Borisa Karloffa przeszła do historii kina grozy, podobnie jak wcześniej rola Beli Lugosi w Draculi. Na długie lata po emisji filmu postać potwora nieodłącznie kojarzyła się z twarzą Karloffa i charakteryzacją stworzoną przez Jacka Pierce’a. Sukces Frankenstaina zachęcił twórców do nakręcenia kontynuacji.
W 1935 roku powstał film Narzeczona Frankensteina z Elsą Lanchester.

## Obsada
- Colin Clive − Henry Frankenstein
- Mae Clarke − Elizabeth
- John Boles − Victor Moritz
- Boris Karloff − Monstrum
- Edward Van Sloan − dr Waldman
- Dwight Frye − Fritz
- Frederick Kerr − Baron Frankenstein
- Lionel Belmore − Pan Vogel
- Michael Mark − Ludwig
- Marilyn Harris − Maria